# Novomoskovsk (Ucrânia)
Samar (em ucraniano:  Самар) é uma cidade da Ucrânia, situada no Oblast de Dnipropetrovsk. Tem 36 km² de área e sua população em 2020 foi estimada em 70.357 habitantes.